# La Verne
La Verne est une municipalité située dans le comté de Los Angeles, dans l'État de Californie, aux États-Unis. Lors du recensement de 2010, sa population était de 31 063 habitants.

## Géographie
Selon le Bureau du recensement, elle a une superficie de 21,8 km2, dont 0,3 km2 de plans d'eau, soit 1,19 % du total.

## Démographie
| 1910 | 1920  | 1930  | 1940  | 1950  | 1960  |
| ---- | ----- | ----- | ----- | ----- | ----- |
| 954  | 1 698 | 2 860 | 3 092 | 4 198 | 6 516 |

| 1970   | 1980   | 1990   | 2000   | 2010   | - |
| ------ | ------ | ------ | ------ | ------ | - |
| 12 965 | 23 508 | 30 897 | 31 638 | 31 063 | - |